# Nephrurus
Genre
Nephrurus est un genre de gecko de la famille des Carphodactylidae.

## Répartition
Les espèces de ce genre sont endémiques d'Australie.

## Description
Les Nephrurus sont plutôt terrestres et vivant dans des milieux secs.

## Liste des espèces
Selon The Reptile Database (1 juin 2012) :
- Nephrurus amyae Couper, 1994
- Nephrurus asper Günther, 1876
- Nephrurus deleani Harvey, 1983
- Nephrurus laevissimus Mertens, 1958
- Nephrurus levis De Vis, 1886
- Nephrurus sheai Couper, 1994
- Nephrurus stellatus Storr, 1968
- Nephrurus vertebralis Storr, 1963
- Nephrurus wheeleri Loveridge, 1932

## Publication originale
- Günther, 1876 : Descriptions of new species of reptiles from Australia collected by Hr. Dämel for the Godeffroy Museum. Journal des Museum Godeffroy, vol. 5, p. 45-47.